# Джебраилова, Нурия Узеир кызы
Нурия Узеир кызы Джебраилова (азерб. Nuriyyə Üzeyir qızı Cəbrayılova; род. 1936, г. Нуха) — советская азербайджанская кокономотальщица, лауреат государственной премии СССР (1986). Депутат Верховного Совета СССР 6-го и 8-го созыва (1962—1966, 1970—1974).

## Биография
Родилась в 1936 году в городе Нуха Азербайджанской ССР (ныне город Шеки).
Окончила профессионально-техническое училище.
С 1952 года — мотальщица Нухинского (с 1968 года — Шекинского) шелкокомбината имени В. И. Ленина, с 1958 года — бригадир мотальщиц на этом же предприятии.
Достигла высоких результатов при выполнении производственных планов. Когда в середине 1960-х Нухинский шелкокомбинат перешел на эксплуатацию автоматических станков вместо прежних механических Нурия Джебраилова стала первой мотальщицей на комбинате, освоившей работу на новом оборудовании. Впоследствии, возглавив бригаду, успешно организовала распределение обязанностей среди коллектива бригады, инициировала переход бригады на безнарядную систему оплаты труда. Применяя передовую практику и рационализаторские методы, добилась стабильных высоких показателей производительности труда при сохранении качества производимого продукта; выполняя план 1986 года, первая на предприятии выполнила его досрочно и к ноябрю этого же года выполняла плановые задания следующего, 1987 года.
Постановлением ЦК КПСС и Совета Министров СССР от 7 ноября 1986 года, за большой личный вклад в увеличение производства высококачественных товаров народного потребления Джебраиловой Нурие Узеир кызы присуждена Государственная премия СССР.
Активно участвовал в общественной жизни республики и Советского Союза, состояла в КПСС с 1963 года. Избиралась депутатом Совета Союза Верховного Совета СССР 6-го и 8-го созыва от Нухинского (Шекинского) избирательного округа Азербайджанской ССР.